# Dorcadion ferdinandi
Dorcadion ferdinandi är en skalbaggsart som beskrevs av Escalera 1900. Dorcadion ferdinandi ingår i släktet Dorcadion och familjen långhorningar. Inga underarter finns listade i Catalogue of Life.